# 극성 (천문학)
극성은 밝아서 맨눈으로 잘 보이면서, 지구의 자전축 방향과 거의 나란한 위치에 있는 별을 말한다. 이는 극성을 지구에서 보았을 때 천구의 극에 가까이 있어야 한다는 의미로, 만약 지구상의 북극이나 남극에 관찰자가 서 있다고 가정하면 그들의 머리 바로 위에 위치하게 된다. 북극성과 남극성은 따로 고정되어 있는 것은 아니며, 후보가 될 별들은 여럿 존재한다. 보통 서구에서 극성을 대표하는 존재는 폴라리스로, 폴라리스는 현재 북극성의 지위를 차지하고 있다.
극성은 시간이 흐름에 따라 바뀌는데, 그 이유는 지구가 세차 운동을 하면서 천천히 흔들리기 때문이다. 변화하는 자전축을 따라서, 지표면에서 바라본 항성들의 일주 운동 양상도 달라진다. 별들이 고유 운동을 하지 않는다고 가정하면,(위치가 변하지 않는다고 가정하면) 세차 운동으로 인해 천구 북극은 천구상을 따라 2만 6천 년 주기로 원을 그릴 것이며, 이 기간 동안 천구 북극은 여러 별들과 교차할 것이다. 그러나 실제로 별들은 위치가 불변하는 것이 아니라 고유 운동을 보이면서 조금씩 이동하고 있다. 세차 운동 외에도 고유 운동은 극성이 바뀌는 원인이 된다.
극성은 항성 항해에 자주 사용되어 왔다. 다른 별들의 위치는 밤 동안 시시로 바뀌지만, 극성의 위치는 변하지 않는다. 따라서 극성은 특정 방향을 가리키는 믿을 만한 지표가 되어 왔으며, 이들의 앙각을 통하여 선박의 위도를 알아냈다.

## 북극성
현재 폴라리스가 북극성의 위치를 차지하고 있다. 세차 운동 및 고유 운동을 고려한 폴라리스의 평균위치는 2102년 2월 +89°32'23"까지 접근할 것이다. 이는 천구의 북극에 1657" 또는 0.4603°까지 접근함을 의미한다.(폴라리스의 현재 위치는 +89°15'50.8"이다) 장동 및 광행차를 고려한 폴라리스의 최대 겉보기 위도는 +89°32'50.62"로, 이는 천구의 북극에 2100년 3월 24일 폴라리스가 1629" 또는 0.4526°까지 접근함을 의미한다.

## 남극성
6등성보다 밝은 별들 중, 현재 팔분의자리 시그마가 천구의 남극에서 가장 가까운 곳에 위치해 있다. 그러나 시그마는 5등성으로, 맨눈으로 겨우 보일 정도로 어둡다. 실질적으로 천구 남극을 알아내는 데는 남십자자리가 이용된다. 적도에서는 폴라리스와 남십자자리를 모두 볼 수 있다.(그러나 지평선 근처에 낮게 떠 있을 것이다. 완벽한 적도에서는 폴라리스는 지평선에 걸쳐 뜨지도 지지도 않을 것이며, 남십자자리는 희미하게 떴다 졌다 할 것이다. 그러므로 현실적으로 폴라리스까지도 보려면 적도보다 조금 북쪽에 있어야 한다.)

## 다른 행성
태양계에서 지구 외에 다른 행성들에서 바라본 북극성 및 남극성은 모두 다르다. 지구와 마찬가지로, 해당 행성들이 자신들의 천구에 그리는 북극 및 남극 방향에 가장 가까이 위치한 별들이 북극성과 남극성의 지위를 얻게 된다. 이들은 정확히 천구의 극과 일치하기보다는 근사하게 위치한다.
- 수성의 북극성은 용자리 오미크론[2], 남극성은 화가자리 알파이다.
- 달의 남극성은 황새치자리 델타이다.
- 화성의 남극성은 돛자리 카파로, 화성 천구의 남극에서 2도 정도 떨어져 있다. 북쪽 십자가의 두 별 데네브와 사드르를 이은 선의 연장선 위에 화성의 천구 북극이 존재한다.[3]
- 토성의 남극성은 팔분의자리 델타이다.
- 천왕성의 남극성은 오리온자리 15이다.

## 같이 보기
- 천구적도
- 항성 목록

## 참고 문헌
1. ↑  진 미우스, Mathematical Astronomy Morsels Ch.50; 윌만-벨, 1997년판
2. ↑  2004. 스태리 나이트, Version 5.8.4. 이메지노바. ISBN 978-0-07-333666-4. www.starrynight.com
3. ↑  “보관된 사본”. 2011년 10월 28일에 원본 문서에서 보존된 문서. 2008년 3월 30일에 확인함.